# The J. Geils Band
The J. Geils Band foi uma banda de rock americana formada em 1967, em Worcester, Massachusetts, sob a liderança do guitarrista John "J." Geils. Os membros originais da banda incluíam o vocalista Peter Wolf, o gaitista e saxofonista Richard "Magic Dick" Salwitz, o baterista Stephen Bladd, o vocalista / tecladista Seth Justman e o baixista Danny Klein. Wolf e Justman foram os principais compositores. A banda tocava blues rock com influência de R&B durante a década de 1970 e logo alcançou sucesso comercial antes de seguir em direção a um som mais convencional para o rádio no início da década de 1980, o que levou a banda ao auge comercial.
Seu sucesso mais conhecido internacionalmente foi "Centerfold", de 1982.  O grupo iniciou em meados da década de 60 como um trio de blues com o vocalista J. Geils (John Geils Jr.), o baixista Danny Klein e o harpista Richard Salwitz. Em 1967 a banda conectou a tomada, começou a utilizar a guitarra e o baixo elétrico, recrutou o baterista Stephen Jo Bladd e o ex-disc jockey guitarrista Peter Wolf, ambos de Boston.
No ano seguinte o tecladista Seth Justman juntou se ao grupo e assinaram contrato com a Atlantic Records em 1970 e mais tarde com a EMI América Records.
O primeiro voo dos The J. Geils Band pelas rádios FM americanas foi com "First I look at the purse" gravado ao vivo, a seguir tiveram vários singles de sucesso, o principal deles foi "Must of got lost" (1974). O grupo começou a ganhar fortunas no início dos anos 80, primeiramente com "Love stinks", e a seguir com seu grande sucesso  com  o álbum Freeze-Frame  que inclui "Centrefold" (1º lugar durante seis semanas na Billboard Hot 100) e a música-título ( 4º lugar ). Wolf deixou o grupo em 1983 para uma carreira solo. Logo depois houve desentendimentos em relação ao estilo do grupo. Não conseguiram entrar em acordo se seguiam o apelo comercial ou se mantinham o estilo.
A banda lançou mais um álbum em 1984 com Justman nos vocais principais, antes de se separar em 1985.
O grupo nunca mais se juntou com Wolf até 1999. O grupo se separou de novo pois as  vendas das bilheterias decepcionaram.  Wolf continuava a excursionar com sua própria banda de apoio, e o The J. Geils Band fazia aparições ocasionais até a saída de Geils da banda para restaurar carros esportivos em Massachusetts. A partir de 1999, a banda teve várias reuniões antes da morte de J. Geils, em 11 de abril de 2017

## Discografia
- The J. Geils Band (1970)
- The Morning After (1971)
- Fillmore East    (1971)
- "Live" Full House (1972)
- Bloodshot (1973)
- adies Invited (1973)
- Nightmares…and Other Tales From the Vinyl Jungle (1974)
- Hotline (1975)
- Blow Your Face Out (1976)
- Monkey Island (1977)
- Sanctuary (1978)
- Best of the J. Geils Band (1979)
- Love Stinks (1980)
- Freeze Frame (1981)
- Showtime! (1982)
- You're Gettin' Even While I'm Gettin' Odd (1984)
- Flashback (1986)